# Open de l'Isere
L'Open de l'Isere, noto per motivi di sponsorizzazione come Open ENGIE de l'Isere e in precedenza Open GDF Suez de L'Isere, è un torneo professionistico di tennis giocato su campi in cemento indoor. Fa parte dell'ITF Women's Circuit. Si gioca annualmente al Grenoble Tennis Padel di Grenoble in Francia. Fino al 2021 il torneo apparteneva alla categoria ITF $25.000. Dal 2022 il torneo è passato alla categoria ITF $60.000 e nel 2024 alla nuova categoria W75.
La francese Elixane Lechemia e la britannica Freya Christie sono le uniche due tenniste che sono riuscite a bissare il numero di titoli vinti (nel doppio nel loro caso). Oltretutto in due anni consecutivi per entrambe.
Solo in due occasioni chi ha giocato la finale del singolare l'ha fatto anche nel doppio. Nel 2012 quando le gemelle Pliskova hanno prima vinto il titolo nel doppio e poi si sono affrontate nella finale del singolare, e nel 2014 quando l'ucraina Anastasіja Vasyl'jeva ha perso la finale in singolare, ma ha vinto nel doppio in coppia con la georgiana Sofia Shapatava.

## Albo d'oro

### Singolare
| Anno | Categoria   | Campionessa         | Finalista             | Punteggio           |
| ---- | ----------- | ------------------- | --------------------- | ------------------- |
| 2024 | ITF $60.000 | Aliona Falei        | Manon Leonard         | 6–1, 4–6, 6–4       |
| 2023 | ITF $60.000 | Oceane Dodin        | Simona Waltert        | 7–6(2), 6(6)–7, 6–2 |
| 2022 | ITF $60.000 | Katie Boulter       | Anna Blinkova         | 7–6(2), 6(6)–7, 6–2 |
| 2021 | ITF $25.000 | Viktorija Golubic   | Maryna Zanevs'ka      | 6–1, 4–6, 7–6(2)    |
| 2020 | ITF $25.000 | Clara Burel         | Eléonora Molinaro     | 5–7, 7–5, 6–2       |
| 2019 | ITF $25.000 | Vitalia Diatchenko  | Harmony Tan           | 6–1, 6–4            |
| 2018 | ITF $25.000 | Fiona Ferro         | Eleonora Molinaro     | 6–4, 6(5)–7, 7–6(3) |
| 2017 | ITF $25.000 | Marketa Vondrousova | Anna Blinkova         | 7–5, 6–4            |
| 2016 | ITF $25.000 | Myrtille Georges    | Indy De Vroome        | 7–6(4), 6–2         |
| 2015 | ITF $25.000 | Magda Linette       | Tereza Martincová     | 7–6(2), 4–6, 6–1    |
| 2014 | ITF $25.000 | Pauline Parmentier  | Anastasіja Vasyl'jeva | 2–6, 6–0, 6–4       |
| 2013 | ITF $25.000 | Sandra Záhlavová    | Maryna Zanevs'ka      | 6–4, 5–7, 6–2       |
| 2012 | ITF $25.000 | Karolína Plíšková   | Kristýna Plíšková     | 7–6(11), 7–6(6)     |
| 2011 | ITF $25.000 | Marta Domachowska   | Naomi Broady          | 6–4 6–4             |

### Doppio
| Anno | Categoria   | Campionesse                               | Finaliste                              | Punteggio         |
| ---- | ----------- | ----------------------------------------- | -------------------------------------- | ----------------- |
| 2024 | ITF $60.000 | Emily Appleton Freya Christie (2)         | Sarah Beth Grey Eden Silva             | 3–6, 6–1, [11–9]  |
| 2023 | ITF $60.000 | Freya Christie (1) Ali Collins            | Sofya Lansere Maria Timofeeva          | 6–4, 6–3          |
| 2022 | ITF $60.000 | Yuriko Miyazaki Prarthana Thombare        | Alicia Barnett Olivia Nicholls         | 6–3, 6–3          |
| 2021 | ITF $25.000 | Ioana Loredana Rosca Kimberley Zimmermann | Arianne Hartono Yuriko Miyazaki        | 6–1, 7–5          |
| 2020 | ITF $25.000 | Amandine Hesse Elixane Lechemia (2)       | Samantha Murray Sharan Julia Wachaczyk | 6–3, 4–6, [13–11] |
| 2019 | ITF $25.000 | Estelle Cascino Elixane Lechemia (1)      | Andreea Mitu Elena-Gabriela Ruse       | 6–2, 6–2          |
| 2018 | ITF $25.000 | Amra Sadikovic Eva Wacanno                | Estelle Cascino Elixane Lechemia       | 4–6, 6–1, [10–6]  |
| 2017 | ITF $25.000 | Ilona Kremen Tereza Smitkova              | Alexandra Cadantu Cornelia Lister      | 6–1, 7–5          |
| 2016 | ITF $25.000 | Manon Arcangioli Alize Lim                | Lidzija Marozava Amra Sadikovic        | 7–5, 6–2          |
| 2015 | ITF $25.000 | Hiroko Kuwata Demi Schuurs                | Manon Arcangioli Cindy Burger          | 6–1, 6–3          |
| 2014 | ITF $25.000 | Sofia Shapatava Anastasіja Vasyl'jeva     | Margarita Gasparjan Kateryna Kozlova   | 6–1, 6–4          |
| 2013 | ITF $25.000 | Marija Kondrat'eva Renata Voráčová        | Nicole Clerico Leticia Costas          | 6–1, 6–4          |
| 2012 | ITF $25.000 | Karolína Plíšková Kristýna Plíšková       | Valentina Ivachnenko Maryna Zanevs'ka  | 6–1, 6–3          |
| 2011 | ITF $25.000 | Stéphanie Cohen-Aloro Selima Sfar         | Iryna Kurjanovič Aurélie Védy          | 6–1, 6–3          |